# Tunet Vila
Tunet Vila   (1932 - Barcelona, 12 de febrer de 2016) era el nom artístic d'Antonio Vila López, un autor de còmics, actor, decorador i dibuixant de guions il·lustrats català. Era conegut per sèries i personatges de còmic com ara Tumbita, "Pito, el soldado pequeñito", El Capitán Sacarina (1947), El club de los jóvenes detectives i Namor, que va dibuixar per la revista, Blanco y Negro. També tenia de pseudònims Raymond Rabatsa, Tunet McVila o Elton Ed Vila.

## Biografia
Va néixer a Barcelona l'any 1932, va estudiar a l'Acadèmia Cots. Amb set anys va crear el seu primer còmic, titulat Los Ladrones de Marfil contra Antonio Centella, però després de dibuixar la quarta vinyeta se'n va cansar i el va deixar corre.
El 1943, la seva família es va traslladar al centre de Barcelona, concretament al carrer Manso, mol a prop del mercat de Sant Antoni, d'on el seu avi Francisco Vila n'era el director. Va anar a estudiar batxillerat al col·legi dels Escolapis, en aquest col·legi va coincidir amb un altre gran afeccionat al dibuix, Josep Toutain. En aquell moment Tunet vila era un gran admirador de dibuixants com; Emilio Freixas, els germans Blasco, en especial Jesus Blasco, Puig Miquel, Figueras, Iranzo o Moreno entre d'altres. Amb tretze anys, va fer un còmic de deu pàgines que va titular, La Banda del Chusco Ataca, per la seva banda Josep Toutain també en va fer un de genere Femeni, tots dos el varen portar a un editor, aquest va comprar el còmic femení, i va rebutjar el de Tunet, que no el va aconseguir vendre.
Fitxat per la Policia
Després de deixar d'estudiar va treballar com a repartidor, fou en aquesta feina quan un company de feina el va reptar a fer un acudit del dictador Franco, Tunet va acceptar, el repta i va fer l'acudit que es va quedar el seu company de feina. Posterior -ment en una identificació de la policia varen trobar l'acudit a la cartera del company de feina, una vegada que varen poder esbrinar qui era l'autor del dibuix varen detenir a Tunet Vila, el van portar a la comissaria de via laietana, on va estar detingut deu dies, el van fitxar per sospitós polític i el van deixar anar després de pagar una multa de 150 pessetes.
Treball de dibuixant
Va treballar uns quinze anys a l'agència Selecciones Ilustradas, aproximadament l'any 1970 va plegar i un seu company en aquest cas el guionista Fernando Manuel Sesén Merenciana que també havia plegat de l'agència i estava treballant per l'Ediciones Vértice li va oferir la possibilitat de vendre un personatge anomenat Tumbita, feia uns 15 anys que l'editor Toutain li havia rebutjat, Tunet en tenia dibuixades unes dues-centes tires còmiques, després de negociar pels drets d'autor, varen acordar que l'editorial pagaria mil pessetes per tira publicada. Després d'aquest acord el mateix Sesén, li va oferir feina com a retolista a l'editorial Vertice.

## Pseudonims
Alguns dels sobrenoms amb què Antonio Vila López, signava els seus treballs eren: TUNET VILA, Antonio Vila López Raymond Rabatsa, Tunet Mcvila, Elton ed Vila, Roger.